# Crkva sv. Jelene u Rakovici
Crkva sv. Jelene nalazi se u Rakovici, u Karlovačkoj županiji.

## Povijest
Rakovica je vrlo staro naselje i župa. Nakon izgona Turaka osnovana je samostalna župa (1785.). Crkva je građena više godina, do 1843., kada je dobila i svoj konačni oblik. Kao i mnoge druge, i ova crkva je zavjetna jer su se ljudi u ratu s Turcima zavjetovali da ce napraviti crkvu Sv. Jeleni Križarici ako im pomogne pobijediti Turke. U Drugom svjetskom ratu crkva je teško je oštećena. Razoren je bio župni stan u kojem su stradale neke župske knjižnice iz senjske i modruško-krbavske biskupije.
Prvi poslijeratni rakovački župnik (od 1973.) je vlč. Miljenko Vidas koji je tu bio do 1989. godine, kada ga je zamijenio vlč. Branko Dragojević koji je tu bio do početka Domovinskog rata. Nakon njega župnik postaje vlč. Petar Bogut (1940. – 2014.). Dana 3. rujna 2014. župu preuzima vlč. Andrija Kekić, grkokatolički svećenik.
U Domovinskom ratu crkva je pretrpjela velike štete i razaranja. Između 15.i 30. listopada 1991. crkva je zapaljena i razorena nakon višednevnog granatiranja. Nakon povratka 1995. pristupilo se obnovi. Polovicom lipnja 1997. počeli su građevinski radovi koji su trajali godinu dana. To je bila i prva obnovljena crkva u Slunjskom dekanatu. U unutrašnjosti je crkva temeljito uređena jedino još nedostaje pravi veliki oltar kao što je bio prije uništenja.
Svake godine 18. kolovoza u Rakovici se slavi blagdan Sv. Jelene. Mještani takav blagdan popularno nazivaju "zbor", a u ostalim dijelovima Hrvatske čest je naziv proštenje ili kirbaj. Kulminacija "zbora" je u popodnevnim i ranim večernjim satima kada se na trgu skupi 300 - 400 ljudi. 